# Iskandariyah
Pour les articles homonymes, voir Alexandrie (homonymie).
Iskandariyah (Alexandrie en français) est une ville d'Irak, dans la province de Babil bordant "la route de la mort" (cf. seconde guerre du Golfe), entre Falloujah et Bagdad. La majorité des bâtiments sont en brique.